# Stenohelia
Stenohelia is een geslacht van neteldieren uit de familie van de Stylasteridae.

## Soorten
- Stenohelia aurantiaca Cairns, 2015
- Stenohelia boschmai Wells, 1977 †
- Stenohelia concinna Boschma, 1964
- Stenohelia conferta Boschma, 1968
- Stenohelia conopora
- Stenohelia echinata Eguchi, 1968
- Stenohelia maderensis (Johnston, 1862)
- Stenohelia minima (Hickson & England, 1905)
- Stenohelia pauciseptata Cairns, 1986
- Stenohelia profunda Moseley, 1881
- Stenohelia spinifera Cairns & Zibrowius, 2013
- Stenohelia tiliata (Hickson & England, 1905)
- Stenohelia umbonata (Hickson & England, 1905)
- Stenohelia venusta Cairns & Zibrowius, 2013
- Stenohelia yabei (Eguchi, 1941)